# Don Chichot
Don Chichot (hiszp., wł. Donkey Xote) – hiszpańsko-włoski film animowany z 2007 roku w reżyserii José Pozo bazujący na opowieści o Don Kichocie, tytułowej postaci z powieści Miguela de Cervantesa.

## Obsada głosowa
- José Luis Gil – Don Kichot
- Luis Posada – osioł Rucio
- Andreu Buenafuente – Sancho Pansa
- David Fernández Ortiz – koń Rosynant
- Sancho Gracia – Sansón
- Sonia Ferrer – Rycerz Srebrnego Księżyca / Dulcynea
- Jordi González – Narratorka
- Xavi Fernández – Juan
- María Luisa Solá – Hrabina
- Félix Benito – Hrabia
- Alicia Laorden – Altisidora
- José María Neguillo – Bartolo
- José Antonio Cerdán – Piotr „Piotruś Pan” od Kafelków
- Javier Amilibia – Ramirez zwany Globusem

Źródło: 

## Wersja polska
Wersja polska: na zlecenie Monolith Films − Start International Polska

Reżyseria: Elżbieta Kopocińska-Bednarek

Dialogi: Bartosz Wierzbięta

Dźwięk i montaż: Janusz Tokarzewski

Kierownictwo produkcji: Dorota Nyczek

Wystąpili:
- Artur Żmijewski – Don Kichot
- Borys Szyc – osioł Rucio
- Krzysztof Globisz – Sancho Pansa
- Tomasz Kot – koń Rosynant

oraz
- Wojciech Paszkowski – Sansón
- Bożena Stachura – Rycerz Srebrnego Księżyca / Dulcynea
- Agnieszka Kunikowska – Narratorka
- Jacek Bończyk – Juan
- Jarosław Boberek – Felanedo
- Brygida Turowska – Łasica
- Joanna Wizmur – Hrabina
- Aleksander Mikołajczak – Hrabia
- Barbara Kałużna – Altisidora
- Zbigniew Konopka – Bartolo
- Jarosław Domin –
  - Piotr „Piotruś Pan” od Kafelków,
  - Przygłupi koń
- Paweł Szczesny – Ramirez zwany Globusem
- Mieczysław Morański – gwardzista hrabiego
- Anna Ułas – Teresa Pansa
- Piotr Bąk
- Tomasz Bednarek – prezenter
- Grzegorz Pawlak –
  - fałszywa klacz hrabiny,
  - „porywacz” Dulcynei
- Tomasz Steciuk – służący hrabiów
- Krzysztof Szczerbiński
- Janusz Wituch – sprzedawca książek

Źródło: 